# Athaumasta cortex
Athaumasta cortex là một loài bướm đêm trong họ Noctuidae.